# Pavlo Kyrylenko
Pavlo Oleksandrovych Kyrylenko (em ucraniano: Павло Олександрович Кириленко; nascido em 5 de maio de 1986) é um procurador e político ucraniano. Ele foi Governador do oblast de Donetsk de 2019 a 2023. Durante a lei marcial durante a invasão da Ucrânia pela Rússia em 2022, Kyrylenko atuou como Chefe da Administração Militar Regional de Donetsk.

## Biografia
Em 2008, ele se formou na Universidade Nacional de Direito Yaroslav Mudryi. Em julho de 2008, ele foi contratado pelo Escritório do Procurador da Ucrânia. De setembro de 2017 a julho de 2019, Kyrylenko foi o procurador militar da guarnição de Ujhorod, na região oeste.
Kyrylenko é tenente-coronel da Justiça ucraniana.
Serviu como governador do Oblast de Donetsk de 2019 a 2023, até que foi nomeado como o novo chefe do Comitê Antimonopólio da Ucrânia.

## Vida pessoal
Kyrylenko é casado e tem dois filhos.